# ماريان عبد الله يوسف
ماريان عبد الله يوسف (بالصومالية: Maryan Cabdulaahi Yuusuf، بالأنجليزية: Maryan Abdullahi Yusuf) هي مصرفية صومالية، ونائبة محافظ البنك المركزي الصومالي. عُينت ماريان في هذا المنصب في الرابع والعشرين من أبريل عام 2014.
عملت ماريان تحت قيادة المحافظ المؤقت السابق بشير عيسى، الذي وافق مجلس الوزراء على تعيينه محافظًا دائمًا في هذا الوقت.